# João de Coimbra
João de Coimbra (Ca., nascido entre 1430 e 1440)  foi um piloto e navegador náutico português que viveu durante os séculos XV e XVI. Sabe-se que João de Coimbra fez parte da armada de Vasco da Gama durante a descoberta do caminho marítimo para a Índia. Nessa expedição, João de Coimbra foi um dos integrantes da armada, que nesta, teria o capitão, piloto, mestre e escrivão de 4 navios diferentes; no caso de Coimbra, ele foi piloto e navegador do navio São Rafael, enquanto a embarcação estava sob o comando de Paulo da Gama, irmão mais velho do Vasco da Gama, e João de Sá, como o escriturário do navio.
Depois da longa viagem pelo oceano Atlântico, João de Coimbra, junto á armada de portugueses na descoberta, chegou á Índia; sendo esta uma das mais notáveis viagens da era dos Descobrimentos, consolidando a presença marítima e o domínio das rotas comerciais pelos portugueses. Não se sabe quando, ou como, João de Coimbra faleceu.